# Colomborus martianus
Colomborus martianus är en mångfotingart som beskrevs av Chamberlin 1952. Colomborus martianus ingår i släktet Colomborus och familjen Aphelidesmidae. Inga underarter finns listade i Catalogue of Life.